# Glizoxepid
A glizoxepid a 2-es típusú („öregkori”) cukorbetegség gyógyszere. Csökkenti a vér szőlőcukorszintjét és az inzulinrezisztenciát. A szulfonilkarbamidok(en) csoportjába tartozik.
Számos gyógyszerrel kölcsönhatásba léphet.

A szulfonilkarbamidok általános szerkezete (pirossal).

## Működésmód
Serkenti a hasnyálmirigy β-sejtjeinek inzulintermelését. Csökkenti a vér glukagonszintjét (a glukagon emeli a vércukorszintet, az inzulin ellenhormonjának tekinthető). Elősegíti a hasnyálmirigyen kívüli sejtek inzulinfelhasználását (csökkenti az inzulinrezisztenciát, ami a 2-es típusú cukorbetegség kiváltó oka).
Nem-szelektív ATP-érzékeny K+-csatorna(en) gátló. A kálium-ionok áramlásának gátlása növeli a sejthártyán a feszültségkülönbséget, amivel depolarizálja a Ca2+-csatornákat. A sejtközi térben maradó kalcium elősegíti az inzulin kiszabadulását a hasnyálmirigyből.

## Adagolás
Napi szokásos adag 2–8 mg, maximális napi 16 mg. A napi adagot egyben vagy két részletben lehet bevenni.

## Veszélyek
|              | macska | kutya | egér  | nyúl | patkány |
| ------------ | ------ | ----- | ----- | ---- | ------- |
| szájon át    | >4     | >2    | >10   | >4   | >10     |
| intravénásan |        |       | 0,283 |      | 0,196   |

## Készítmények
- glucoben

Magyarországon nincs forgalomban.